# Rodrigo Muñoz de Guzmán
Rodrigo Muñoz de Guzmán o Rodrigo Núñez de Guzmán (m. después de 1186), considerado el genearca de la casa de Guzmán, fue un ricohombre castellano y el primer miembro de este linaje que añadió el nombre de unas de sus tenencias, la villa de Guzmán, a su patronímico. También fue tenente en Roa.

## Esbozo biográfico
Los genealogistas aún no se han puesto de acuerdo sobre su ascendencia y solamente se sabe que, según las costumbres onomásticas de esa época, fue hijo de un Munio o Nuño. Fue gran benefactor del monasterio de San Cristóbal de Ibeas de la Orden de canónigos Premonstratenses en San Millán de Juarros que había sido fundado por Álvar Díaz y su esposa Teresa Ordóñez, los abuelos maternos de su esposa Mayor, donde ambos eligieron sepultura. El 20 de febrero de 1151, Gutierre Fernández de Castro con su esposa Toda Díaz, con Rodrigo y su esposa Mayor, hermana de Toda, donaron al abad del monasterio varias posesiones que habían pertenecido a los abuelos de ambas hermanas.
Rodrigo Muñoz habrá fallecido poco después del 29 de enero de 1186, fecha de su última aparición en la documentación medieval.

## Matrimonio y descendencia

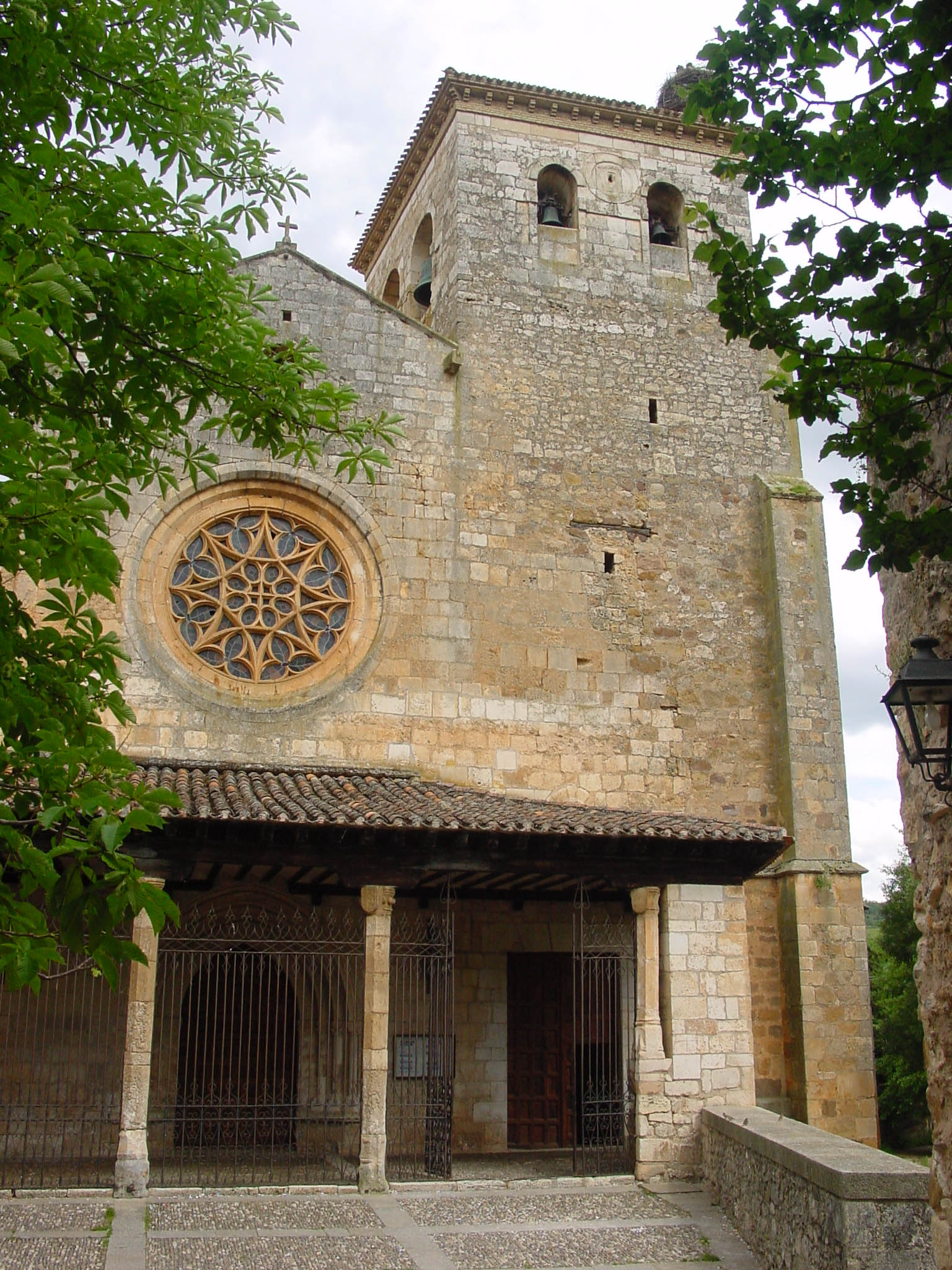
Atrio y torre de la Colegiata de San Cosme y San Damián de Covarrubias, beneficiada por donaciones de Rodrigo Muñoz de Guzmán

Contrajo matrimonio antes de 1150 con Mayor Díaz, hija de Diego Sánchez, muerto en la batalla de Uclés, y de Enderquina Álvarez, hija del magnate riojano Álvar Díaz de Oca y de su esposa Teresa Ordóñez. De este matrimonio nacieron por lo menos nueve hijos: 
- Álvaro Rodríguez de Guzmán (m. 4 de octubre de 1189),[4] gobernó la tenencia de Mansilla, topónimo que adoptó como cognomen y así aparece confirmando varios documentos como Álvaro Rodríguez de Mansilla.[5] También fue tenente en  La Pernía y en Liébana.[c][d][6][7] Se casó con Sancha Rodríguez de Castro, hija de Rodrigo Fernández de Castro el Calvo y de Eylo Álvarez con quien tuvo a Fernando y Eylo Álvarez,[8] además de Elvira y Toda Álvarez de Guzmán, esta última casada con Álvaro Rodríguez Girón, hijo de Rodrigo Gutiérrez Girón.[9]
- Fernando Rodríguez de Guzmán, a quien el genealogista Luis de Salazar y Castro, erróneamente y sin prueba documental, lo tiene como esposo de santa Juana de Aza y padre de santo Domingo de Guzmán.[5][2][e]
- Nuño o Munio Rodríguez de Guzmán, que probablemente murió joven, poco después de agosto de 1151 cuando aparece confirmando una donación del rey Sancho III de Castilla.[11]
- Pedro Rodríguez de Guzmán (18 de julio de 1195 en la Batalla de Alarcos).[4] Nombrado mayordomo mayor del rey Alfonso VIII en abril de 1194,[12] contrajo matrimonio alrededor de mayo de 1174 con Mahalda cuando el rey Alfonso VIII de Castilla, con motivo de la boda les donó una heredad.[13][14]
- Rodrigo Rodríguez de Guzmán, mencionado por su hermano Álvaro en 1167.
- Urraca Rodríguez de Guzmán (m. después de 1189), casada con Pedro Rodríguez de Castro.[15][16][17] Ambos aparecen juntos en 1189 en la donación de las villas de Villasila y Villamelendro a la Orden de Santiago, confirmando como: «ego Petrus Roderici de Castro cum uxore mea Urraca Roderici»
- Sancha Rodríguez de Guzmán,[17] mencionada por su hermano Álvaro en 1167.
- María de Guzmán,[17] la primera esposa de Rodrigo Gutiérrez Girón.[6]
- Teresa Rodríguez de Guzmán,[17] mencionada por su hermano Álvaro en 1167.